# Bùn hoạt tính
Quy trình bùn hoạt tính (Tiếng Anh: The Activated sludge process) là quy trình xử lý nước thải và nước thải công nghiệp sử dụng không khí và sinh khối sinh học gồm vi khuẩn và động vật nguyên sinh.
Lưu ý: Thuật ngữ "bùn hoạt tính" chỉ sử dụng trong quá trình háo khí,còn trong quá trình kỵ khí thì có thêm các vi khuẩn hoạt tính hoạt động

## Mục đích
Trong nhà máy xử lý nước thải (hay nước thải công nghiệp), quy trình bùn hoạt tính là một quy trình sinh học có thể được dùng cho một hay một vài mục đích sau: oxy hóa carbon sinh học, oxy hóa chất đạm: chủ yếu là amoni và nito trong vật chất sinh học, loại bỏ phú dưỡng (nito và phosphor)

## Mô tả quy trình
Quy tắc chung của quá trình sử dụng bùn hoạt tính để loại bỏ các chất độc hại có chứa cacbon cần có các dụng cụ sau: 

Quy trình xử lý nước thải bằng bùn hoạt tính

- Bể thông khí để không khí (hoặc oxy) được đưa vào trong hỗn hợp chất thải và bùn hoạt tính
- Bể lắng (hay còn được goi là "bể lắng thứ hai") cho phép các floc sinh học (bùn cặn) lắng xuống từ đó phân tách ra bùn sinh học và nước đã xử lý

Việc xử lý chất đạm hoặc phosphor cần thêm bước bổ sung đó là dung dịch hỗn hợp được để trong điều kiện thiếu oxy (nghĩa là không có oxy hòa tan còn lại) và trong vùng kị khí (nghĩa là bên cạnh oxy hòa tan thì Nitrite và Nitrat cũng không có). 

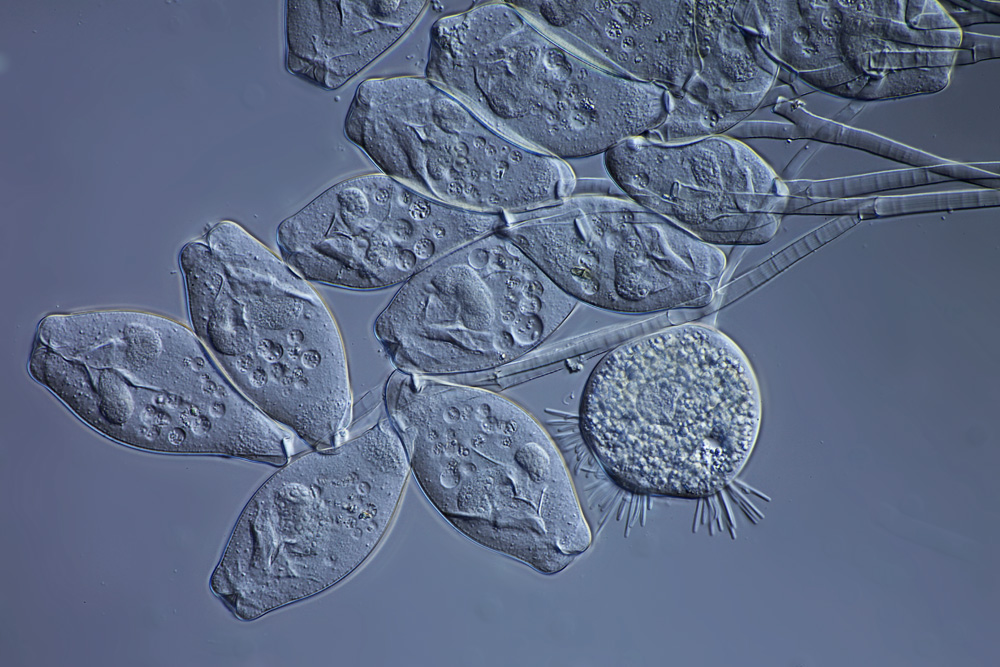
Bùn hoạt tính dưới kính hiển vi

### Bioractor và cuối công đoạn làm sạch
Quá trình này liên quan đến không khí hoặc oxy được đưa vào trong một hỗn hợp các chất thải đã được lọc, nước thải được xử lý sơ cấp hoặc nước thải công nghiệp kết hợp với vi sinh vật làm kết tủa nhằm làm giảm hàm lượng hữu cơ của nước thải. Vật liệu này, trong các loại bùn tốt có màu nâu, phần lớn bao gồm vi khuẩn saprotrophic nhưng cũng có một số thành phần thực vật protozoa quan trọng chủ yếu bao gồm Amoebae, Spirotrichs, Peritrichs bao gồm Vorticellids. Các thành phần quan trọng khác bao gồm Rotifer di chuyển và lưu động. Nếu bùn hoạt tính bị quản lý kém, có thể phát triển một loạt vi khuẩn nấm mỡ có chứa Sphaerotilus natans gây ra bùn khó giải quyết và có thể dẫn đến việc bùn cặn lắng xuống các đập tràn trong bể lắng gây ô nhiễm nghiêm trọng đến chất lượng nước thải sau cùng, thường được miêu tả như nấm trong nước thải
Sự kết hợp của nước thải và khối lượng sinh học thường được gọi là dung dịch hỗn hợp. Trong tất cả các nhà máy sử dụng bùn hoạt tính, một khi nước thải đã được xử lý đầy đủ, hỗn hợp dung dịch được lắng trong các bể lắng, sau khó phần nổi trên bề mặt đã qua xử lý sẽ được xả ra để thải ra hoặc đôi khi được xử lý thêm trước khi thải ra hoặc tái sử dụng. Phần lớn các vật liệu đã lắng, bùn, được trả trở lại cho nơi bắt đầu của hệ thống sục khí để tái sử dụng cho nước thải mới vào bể. Phần này của floc được gọi là bùn hoạt tính hồi phục
Khoảng trống cần thiết cho một nhà máy xử lý nước thải có thể được giảm bằng cách sử dụng một máy phản ứng sinh học màng (Membrane bioreactor) để loại bỏ một số nước thải từ hỗn hợp dung dịch trước khi xử lý. Điều này giúp tạo ra sản phẩm chất thải mang tính tập trung hơn và có thể được xử lý bằng quá trình bùn hoạt tính.

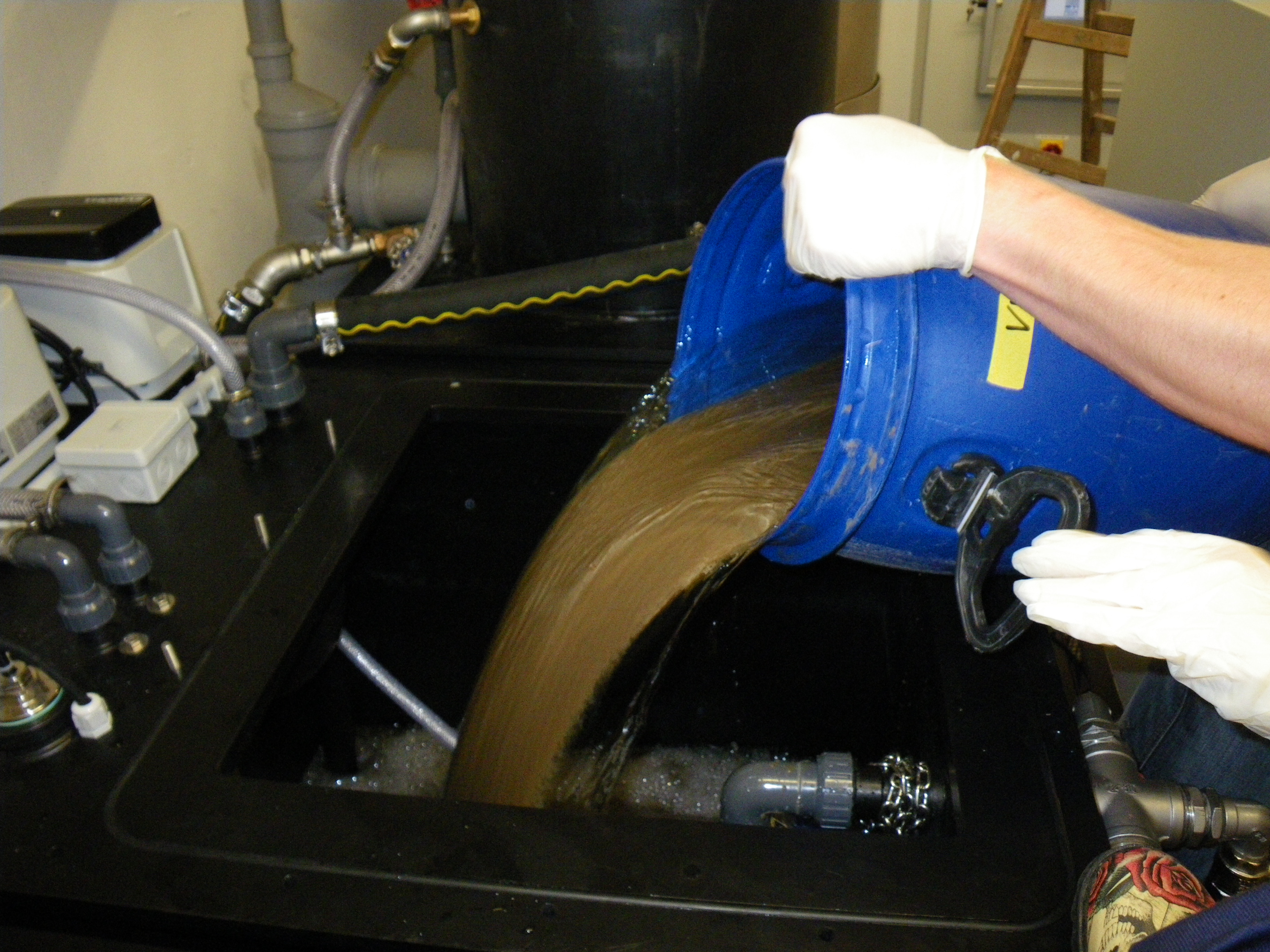
Bùn hoạt tính được đưa vào trong 1 máy xử lý sinh học tại Đức

Nhiều nhà máy xử lý nước thải sử dụng máy bơm dòng trục để truyền dung dịch hỗn hợp đã được nitrat hóa từ khu vực sục khí đến khu vực không độc để khử Nitơ. Những máy bơm này thường được gọi là máy bơm tái sử dụng hỗn hợp ly tâm (máy bơm IMLR). Nước thải thô, bùn hoạt tính hồi phục, và dung dịch hỗn hợp nitrat hóa được trộn lẫn bởi các máy trộn chìm trong các vùng không độc để đạt được sự khử Nitơ.

### Sản xuất bùn
Bùn hoạt tính cũng là tên gọi được sử dụng đối với vật liệu sinh học hoạt tính được sản xuất bởi các trạm bùn hoạt tính. Bùn dư hay còn được gọi là "bùn hoạt tính dư thừa" hoặc "bùn thải hoạt tính" hoặc "sinh khối hiếu khí dư" được loại bỏ khỏi quá trình xử lý để giữ tỷ lệ sinh khối cung cấp chất dinh dưỡng trong nước thải cân bằng. Bùn thải này sau đó có thể được trộn lẫn với bùn chính từ các máy làm sạch chính và trải qua thêm quá trình xử lý bằng cách xử lý kỵ khí, tiếp đó là làm dày,khử nước, ủ phân và sử dụng đất. Ngày nay, thường thì bùn nguyên sinh và thứ cấp được làm dày riêng lẻ với nhau trước khi trộn lẫn để bắt đầu quá trình.
Lượng bùn thải tạo ra từ quá trình bùn hoạt tính tỷ lệ thuận với lượng nước thải được xử lý cụ thể hơn thì nó tỷ lệ với tải trọng các chất ô nhiễm kg COD hoặc BOD. Tổng lượng bùn thải bao gồm tổng lượng bùn sơ cấp từ bể lắng sơ cấp cũng như bùn hoạt tính thải từ bioreactor. Một quy trình bùn hoạt tính điển hình cho nước thải sinh hoạt sản xuất khoảng 70-100 g / m3 bùn hoạt tính thải (đó là gram chất rắn khô sản xuất cho mỗi m3 nước thải xử lý). Giá trị 80 g/m3 được xem là tiêu chuẩn. Ngoài ra, khoảng 110-170 g / m3 bùn nguyên sinh được sản xuất trong các bể lắng sơ cấp mà hầu hết (nhưng không phải tất cả) sử dụng cho quy trình bùn hoạt tính.

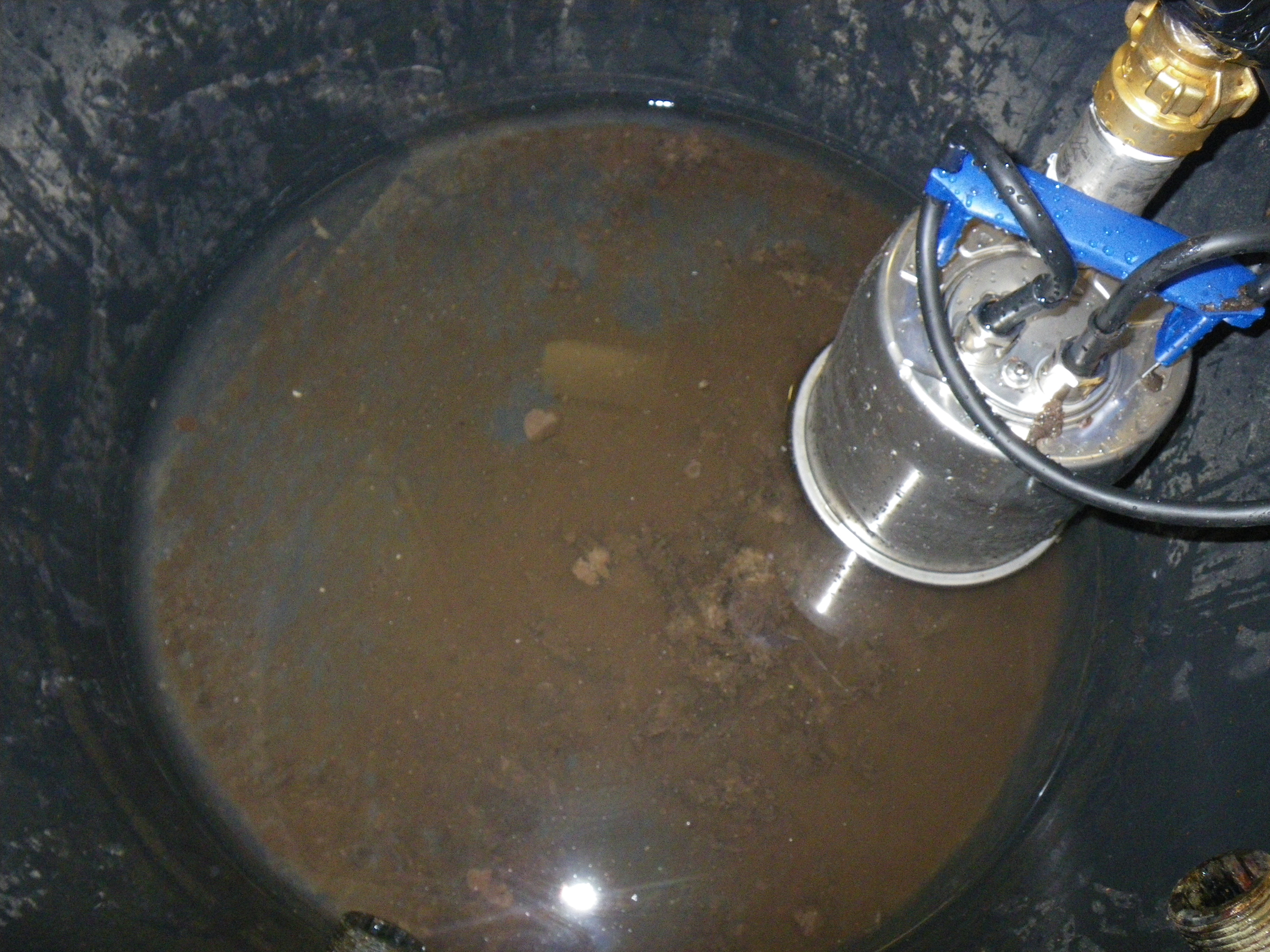
Bùn dư thừa còn lại

Một biến thể của quá trình bùn hoạt tính là quá trình Nereda,bùn hạt hiếu khí được phát triển bằng cách áp dụng các điều kiện có lợi cho vi sinh vật phát triển chậm.

### Kiểm soát quy trình
Phương pháp tổng quát để làm việc này là theo dõi mức độ phủ bùn, nồng độ sinh khối (MLSS trong g / l), dung tích bùn sau 30 phút lắng (SV30 trong ml / l), SVI (chỉ số khối lượng bùn), MCRT (tế bào trung bình Thời gian cư trú), SRT (Thời gian lưu giữ bùn trong ngày), F / M (Dinh dưỡng cho vi sinh vật), cũng như sinh khối của bùn hoạt tính và các chất dinh dưỡng chính,DO (oxy hòa tan), nitơ cả trong (NH4-N) Và các dạng oxit (NO2-N và NO3-N), phosphor, COD (nhu cầu oxy hóa học) và BOD (nhu cầu oxy sinh học).
Trong hệ thống lò phản ứng / thiết bị sục khí và thiết bị làm sạch:
- Lớp phủ của bùn được tính từ dưới đáy của thiết bị làm sạch tới mức chất rắn đã lắng trong cột nước của máy làm sạch; Điều này, ở những nhà máy lớn, có thể được thực hiện đến ba lần một ngày.
- SVI là khối lượng bùn lắng tính bởi ml trên 1 gram chất rắn bùn cặn khô sau 30 phút lắng xuống trong một xi lanh 1000 ml.[2][3]
- MCRT là tổng khối lượng chất rắn lơ lửng hỗn hợp trong bình sục khí và máy làm sạch chia cho tốc độ dòng chảy (lbs / ngày) của hỗn hợp của chất rắn lơ lửng và nước thải còn lại.[2][3]
- F / M là tỷ lệ chất dinh dưỡng cần cho các vi sinh vật mỗi ngày với khối lượng của vi sinh vật được giữ trong quá trình sục khí. Cụ thể, đó là lượng BOD nạp vào bình xịt (lbs / ngày) chia cho số Lượng chất lỏng hỗn hợp bay hơi dễ bay hơi (MLVSS) dưới sự thông khí.Tuy nhiên thì COD thường được sử dụng, thay vì BOD, vì COD có thể phân tích dễ dàng và đáng tin cậy còn BOD mất đến năm ngày để có kết quả.

Dựa trên các phương pháp kiểm soát này, lượng chất rắn hòa tan trong hỗn hợp dung dịch có thể thay đổi bằng cách làm loại bỏ bùn hoạt tính thải (WAS) hoặc tái sử dụng bùn hoạt tính (RAS). 

## Các trạm,nhà máy xử lý
Có đa dạng các trạm và nhà máy xử lý,chúng bao gồm:

### Cụm trạm xử lý
Thường phục vụ các cộng đồng nhỏ hoặc các nhà máy công nghiệp thường sử dụng quy trình xử lý hỗn hợp liên quan đến việc sử dụng bùn hiếu khí để xử lý các chất thải.Ở những cụm này giai đoạn đầu tiên của việc xử lý có thể bị bỏ qua, một flot sinh học được tạo ra để tạo ra bề mặt cần thiết. Các trạm đóng gói được thiết kế và chế tạo bởi các công ty kỹ thuật chuyên ngành ở những khu vực cho phép việc vận chuyển đến bằng các đường cao tốc công cộng, chiều rộng và chiều cao là 12 x 12 feet. Thép là vật liệu được ưa chuộng để xây dựng hơn vật liệu tổng hợp (ví dụ nhựa) vì độ bền của nó.
Các cụm trạm xử lý thường sử dụng các biến thể của việc sục khí, nhằm phù hợp yêu cầu đối với các cộng đồng nhỏ mà không cần nhân viên chuyên trách hoạt động. Có nhiều tiêu chuẩn để hỗ trợ thiết kế của họ.

### Mương oxy hóa
Ở một số khu vực, nơi có không gian lớn hơn, nước thải được xử lý bằng những cái máng hình tròn hoặc hình bầu dục với một hoặc nhiều máy sục khí nằm ngang để đưa dung dịch hỗn hợp quanh rãnh và cung cấp khí. Đây là những rãnh oxy hóa,thường được biết đến dưới các nhà sản xuất như Pasveer, Orbal hoặc Carrousel. Chúng có lợi thế là tương đối dễ duy trì và có khả năng chịu sốc khi gặp rung chấn thường xảy ra ở các cộng đồng dân cư nhỏ (thường vào buổi sáng và vào buổi tối). Ống oxy hóa được lắp đặt thường xuyên như là công nghệ "fit and forget", với các thông số thiết kế điển hình của thời gian lưu giữ là 24-48 giờ, và thời gian lưu giữ bùn cát hoặc thời gian bùn từ 12 đến 20 ngày. So sánh với các trạm xử lý bùn hoạt tính nitrit hóa có thời gian lưu lại 8 giờ, và thời gian bùn từ 8-12 ngày.

## Phương pháp sục khí

### Phun hơi khuếch tán
Nước thải được đưa vào bồn chứa sâu với hệ thống thông khí khuếch tán khí gắn liền với sàn nhà. Chúng giống như những viên đá khuếch tán được sử dụng trong bể cá nhiệt đới nhưng ở quy mô lớn hơn nhiều. Không khí được bơm qua các khối và bức màn bong bóng để oxy hóa dung dịch và cũng cung cấp các năng lượng cho hoạt động pha trộn cần thiết. Khi công suất bị hạn chế hoặc nước thải mạnh hay khó điều trị, oxy có thể được sử dụng thay vì không khí. Thông thường, không khí được tạo ra bởi một số loại máy thổi hoặc máy nén.

### Máy sục khí bề mặt (hình nón)
Có các trục ống treo theo chiều dọc với đường kính lên đến 1 mét từ ngay phía trên nền của bể bê tông sâu đến ngay dưới bề mặt của nước thải. Một trục thông thường có thể cao 10 mét. Ở cuối bề mặt, ống được ép thành một hình nón với các van xoắn ốc gắn vào bề mặt bên trong. Khi ống được quay, các van quay quay dung dịch lên và ra khỏi các hình nón hút nước thải mới từ đáy bể. Trong nhiều công trình, mỗi hình nón được đặt trong một buồng riêng biệt cô lập từ các buồng còn lại để có thể bảo trì khi cần. Tuy nhiên cũng có thể đặt đến 2 hình nón trong 1 buồng, có khi người ta còn sử dụng đến 4 hình nón trong 1 buồng của máy

### Thông khí oxy
Các hệ thống sục khí bùn hoạt tính oxy tinh khiết là bể chứa được niêm phong có các cánh quạt trên bề mặt được đặt trong thùng chứa ở bề mặt chất lỏng. Lượng oxy đi lên, hoặc DO (oxy hòa tan), có thể được điều khiển mức độ bằng cần điều chỉnh, còn có van khí oxy điều khiển oxy đi ra. Oxy được tạo ra tại chỗ bằng cách chưng cất bằng không khí,, hoặc các phương pháp khác. Phương pháp này này được sử dụng ở nhà máy nước thải có không gian tối ưu và lưu lượng xử lý nước thải cao vì năng lượng cần để lọc oxy là rất cao

## Những phát triển gần đây
Một phát hiện mới của quá trình bùn hoạt tính là quá trình Nereda tạo ra một bùn dạng hạt lắng xuống rất tốt (chỉ số khối lượng bùn giảm từ 200-300 xuống còn 40 mL / g). Một hệ thống phản ứng mới được tạo ra để tận dụng lợi ích của bùn lắng nhanh này và được tích hợp vào bể sục khí thay vì để riêng biệt bên ngoài. Khoảng 30 nhà máy xử lý nước thải của Nereda trên toàn thế giới đang hoạt động, đang được xây dựng hoặc đang được thiết kế, với dân số tương đương từ 5.000 đến 858.000 người

## Nguồn gốc lịch sử

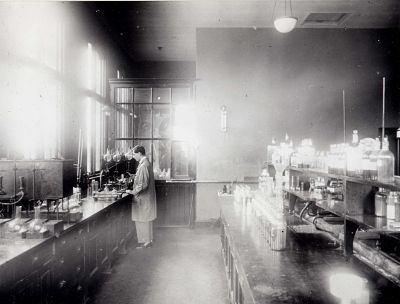
Phòng thí nghiệm xử lý nước thải Davyhulme - nơi bùn hoạt tính được nghiên cứu vào thế kỷ 20